# Lac Acowictikwan
Lac Acowictikwan är en sjö i Kanada.   Den ligger i regionen Lanaudière och provinsen Québec, i den sydöstra delen av landet, 240 km nordost om huvudstaden Ottawa. Lac Acowictikwan ligger 436 meter över havet. Arean är 0,48 kvadratkilometer. Den sträcker sig 0,9 kilometer i nord-sydlig riktning, och 1,2 kilometer i öst-västlig riktning.
I omgivningarna runt Lac Acowictikwan växer i huvudsak blandskog. Trakten runt Lac Acowictikwan är nära nog obefolkad, med mindre än två invånare per kvadratkilometer.